# کلیملک
کلیملک، روستایی در دهستان دنباله‌رود شمالی بخش مرکزی شهرستان دزپارت در استان خوزستان ایران است.

## جمعیت
بر پایه سرشماری عمومی نفوس و مسکن در سال ۱۳۹۵، جمعیت این روستا برابر با ۴۷۴ نفر (۱۲۶ خانوار) بوده است.